# 100 шагов: Успеть до старших классов
«100 шагов: Успеть до старших классов» (англ. 100 Things to Do Before High School) — американский телесериал канала Nickelodeon. Премьера в США состоялась 11 ноября 2014 года, а в России 27 сентября 2015 года.

## Сюжет
Трое лучших друзей с детства составляют список из 100 шагов, которые нужно преодолеть прежде, чем они перейдут в старшие классы. В течение двух лет до цели они реализуют эти шаги, заручаясь помощью школьного психолога, преодолевая взлёты и падения при обучении в средних классах школы.

## В ролях

### Главные герои
- Изабела Монер — Си-Джей Мартин
- Джахим Кинг Тумбс — Фенвик Фрейзер
- Оуэн Джойнер — Кристиан «Криспо» Пауэрс
- Джек Де Сена — Джек Робертс

### Второстепенные персонажи
- Макс Эрих — Ронби Мартин
- Генри Дитман — Мистер Мартин
- Стефани Эскахеда — Миссис Мартин
- Брэйди Рейтер — Минди Минус
- Лиза Арч — Директор Хэйдер

## Эпизоды

### 1 сезон
| №  | Название                                          | Дата выхода      | Код производства | Зрители США, млн |
| -- | ------------------------------------------------- | ---------------- | ---------------- | ---------------- |
| 1  | Пилотная серия                                    | 11 ноября 2014   | 101/102          | 2.25             |
| 2  | Создать гаражную группу!                          | 30 мая 2015      | 105              | 1.22             |
| 3  | Пробежать с медведями!                            | 6 июня 2015      | 106              | 0.96             |
| 4  | Весь день говорить «Да»!                          | 13 июня 2015     | 104              | 1.13             |
| 5  | Стать крёстной феей!                              | 20 июня 2015     | 107              | 1.41             |
| 6  | Не спать всю ночь!                                | 27 июня 2015     | 108              | 2.00             |
| 7  | Заботиться о мучном ребёнке!                      | 11 июля 2015     | 109              | 1.17             |
| 8  | Поменять стиль и посмотреть что будет!            | 18 июля 2015     | 110              | 1.23             |
| 9  | Найти свою супер-силу!                            | 25 июля 2015     | 103              | 1.30             |
| 10 | Охота за сокровищами!                             | 19 сентября 2015 | 111              | 1.46             |
| 11 | Завести себе нового друга!                        | 26 сентября 2015 | 112              | 1.41             |
| 12 | Стать сумасшедшим учёным!                         | 3 октября 2015   | 113              | 1.28             |
| 13 | Попасть в школьный клуб!                          | 10 октября 2015  | 115              | 1.20             |
| 14 | Провести самый лучший Хэллоуин!                   | 24 октября 2015  | 125              | 1.37             |
| 15 | Повеселиться когда болеешь!                       | 7 ноября 2015    | 117              | 1.29             |
| 16 | Сесть за другой столик!                           | 14 ноября 2015   | 116              | 1.01             |
| 17 | Выжить в атаке вируса на последней базе на Земле! | 21 ноября 2015   | 121              | 1.29             |
| 18 | Поучаствовать в выборах!                          | 9 января 2016    | 119              | 1.23             |
| 19 | Всегда (или нет) говорить правду !                | 16 января 2016   | 124              | 1.29             |
| 20 | Стать миллионером!                                | 23 января 2016   | 122              | 1.32             |
| 21 | Оставить свой след в истории школы!               | 30 января 2016   | 118              | 1.57             |
| 22 | Встретиться со своим кумиром!                     | 6 февраля 2016   | 123              | 1.46             |
| 23 | Освоить что-то в совершенстве!                    | 13 февраля 2016  | 120              | 1.06             |
| 24 | Поднять руку на уроке!                            | 20 февраля 2016  | 126              | 1.36             |
| 25 | Сломать себе сердце!                              | 27 февраля 2016  | 114              | 1.17             |

## Производство
Телесериал был создан Скоттом Феллоузем, который также является создателем телесериалов «Рассекреченное руководство Неда по выживанию в школе» и «Биг Тайм Раш». Пилотный эпизод «Special» был снят в марте 2014 года. После этого Nickelodeon заказал 26 эпизодов в июле. 1 сезон снимался в Лос-Анджелесе в конце 2014 года. В мае 2015 года съёмки первого сезона закончились.
11 сентября 2016 года Лиза Арч сообщила в своём Твиттере о том, что сериал отменили.

## Трансляция
Сериал транслируется в Канаде на канале YTV с 8 октября 2015 года, в Австралии и Новой Зеландии на канале Nickelodeon с 29 августа 2015 года, в России с 27 сентября 2015 года, в Великобритании с 28 сентября 2015 года.

## Критика
По мнению обозревателя Hollywood Reporter, сериал страдает от избытка типичных для таких шоу сюжетных линий, он едва ли будет интересен взрослым зрителям, но может стать «лакомым куском» для учеников средней школы.